# Aéroport de Norrköping
L'aéroport de Norrköping (code IATA : NRK • code OACI : ESSP) est un aéroport situé à environ 3 km du centre-ville de Norrköping, en Suède. En 2013, il avait 109 160 passagers, ce qui représente une diminution de 1,7 % par rapport à l'année précédente, faisant de l'aéroport de Norrköping le 22e  aéroport suédois.

## Histoire
L'aéroport a été fondé en 1934. La période de "gloire" avec le plus grand nombre de passagers s'est faite dans les années 1980, et l'aéroport a décliné depuis. La liaison vers Stockholm a été fermée en 2001 en raison d'améliorations routières et du train d'Arlanda.

## Situation

### Carte des aéroports de Suède
| \| 50 km1:2 974 000 \| Montagnes · Sälen Ängelholm–Helsingborg Åre Östersund Arvidsjaur Borlänge Gällivare Göteborg-Landvetter Hagfors Halmstad Hemavan Tärnaby Jönköping Kalmar Karlstad Kiruna Kramfors-Sollefteå Linköping Luleå Lycksele Malmö Mora-Siljan Norrköping Örnsköldsvik Örebro Pajala Ronneby Skellefteå Stockholm-Arlanda Stockholm-Bromma Stockholm-Skavsta Stockholm-Västerås Sundsvall-Timrå Sveg Torsby Trollhättan–Vänersborg Umeå Växjö Vilhelmina Visby |
| 50 km1:2 974 000 |

## Statistiques
Pour des raisons techniques, il est temporairement impossible d'afficher le graphique qui aurait dû être présenté ici.

Voir la requête brute et les sources sur Wikidata.

## Compagnies aériennes et destinations
| Compagnies                  | Destinations |
| --------------------------- | --- |
| Braathens Regional Airlines | En saison: Visby |
| Freebird Airlines           | En saison charter: Antalya |
| Pegasus Airlines            | En saison: Antalya |
| TUI fly Nordic              | En saison charter: - La Canée I.-Daskaloyánnis, - Larnaca, - Las Palmas/Gran Canaria, - Palma de Majorque, - Rhodes-Diagoras, - Split |

Edité le 27/02/2023